# لايفت
شركة لايفت هي شركة متخصصة في نقل الركاب ومقرها سان فرانسيسكو ، كاليفورنيا وتعمل في 640 مدينة في الولايات المتحدة و 9 مدن في كندا . تقوم بتطوير وتسويق وتشغيل تطبيق لايفت للأجهزة المحمولة ، حيث توفر ركوب السيارات والدراجات البخارية ونظام مشاركة الدراجات وخدمات توصيل الطعام .
تعد لايفت هي ثاني أكبر شركة مشاركة في الولايات المتحدة من حيث حصتها في السوق بنسبة 28٪ بعد أوبر ، وفقًا لـ سكند ميزورز.
معظم السلطات القضائية تنظم شركات المشاركة في التجارة ويتم منعها من العمل في بعض الولايات القضائية. لمزيد من المعلومات، راجع مشروعية شركات شبكة النقل حسب الاختصاص .
اعتبارًا من أكتوبر 2019 ، رفعت 34 امرأة على الأقل دعوى قضائية ضد لايفت، بدعوى أنهن تعرضن للاغتصاب أو الاعتداء على أيدي سائقي الشركة، وأنها لم تفعل ما يكفي للحفاظ عليها آمنة.

## وصلات خارجية
- الموقع الرسمي
- لايفت للأعمال